# Mensa Recommended Games
Mensa Recommended Games ist eine Empfehlungsliste für Brett- und Kartenspiele, die einmal im Jahr von dem Verein Mensa International bzw. der amerikanischen Sektion von Mensa im Rahmen der Preisverleihung der Mensa Select Games veröffentlicht wird. Die durch eine Jury zusammengestellte Liste enthält Spieletitel, die zwar nicht den begehrten Spielepreis gewonnen haben, aber trotzdem empfohlen werden.
Eingeführt wurde der Preis bei den Mind Games 2013. Jedes Jahr werden 10 bis 15 Titel gekürt, die das Label „Recommended by American Mensa“ tragen dürfen.

## Empfohlene Spiele
| 2013 • 2014 • 2015 • 2016 • 2017 • 2018 • 2019 • 2020 • 2021 • 2022 • 2023 • 2024 |

| Jahr | Stadt               | Spiel                                                            | Autor(en)                                          | Spielverlag                    |
| ---- | ------------------- | ---------------------------------------------------------------- | -------------------------------------------------- | ------------------------------ |
| 2013 | St. Louis           | Domitrio (Settrio)                                               | Mark Fuchs                                         | Maranda Enterprises            |
| 2013 | St. Louis           | Dotzee                                                           | Mark Fuchs                                         | Maranda Enterprises            |
| 2013 | St. Louis           | Duple                                                            | n. a.                                              | Anomia Press                   |
| 2013 | St. Louis           | I Go!                                                            | Leo Colovini                                       | Steffen Spiele                 |
| 2013 | St. Louis           | Nounsense                                                        | Mark Fuchs                                         | Maranda Enterprises            |
| 2013 | St. Louis           | Pick 'N' Choose                                                  | M.H. Ribeiro                                       | MHR Games                      |
| 2013 | St. Louis           | Pick-a-PIG                                                       | Torsten Landsvogt                                  | Eagle-Gryphon Games            |
| 2013 | St. Louis           | Quartex                                                          | Tim W. K. Brown                                    | CSE Games                      |
| 2013 | St. Louis           | Raid the Pantry                                                  | Amanda Milne, Julia Schiller                       | Cheeky Parrot Games            |
| 2013 | St. Louis           | Terzetto                                                         | n. a.                                              | Gamewright                     |
| 2013 | St. Louis           | Word Winder                                                      | Steve R. Bullock, David Hoyt, Graeme Thomson       | H.L. Games                     |
| 2013 | St. Louis           | WordARound                                                       | Joe Herbert, Dave Herbert                          | Thinkfun                       |
| 2014 | Austin              | Hearts of AttrAction                                             | Jeff Glickman                                      | R&R Games                      |
| 2014 | Austin              | CrossWays                                                        | n. a.                                              | USAopoly                       |
| 2014 | Austin              | Fish to Fish                                                     | n. a.                                              | Fat Brain Toy Company          |
| 2014 | Austin              | Fluxx: The Board Game                                            | Andrew Looney                                      | Looney Labs                    |
| 2014 | Austin              | Four in a Square                                                 | Koby Ben-Aroush                                    | FoxMind Games                  |
| 2014 | Austin              | Ghost Blitz                                                      | Jacques Zeimet                                     | Lion Rampant Imports           |
| 2014 | Austin              | Karma                                                            | Marsha J. Falco                                    | Set Enterprises, Inc.          |
| 2014 | Austin              | Laser Maze                                                       | n. a.                                              | ThinkFun Games                 |
| 2014 | Austin              | Matchstix                                                        | Martin Nedergaard Andersen                         | Haywire Group                  |
| 2014 | Austin              | Oxygin (Gin With Words)                                          | n. a.                                              | Oxygin LLC                     |
| 2014 | Austin              | Pass-Ackwords                                                    | David Arnott, Aaron Weissblum                      | R&R Games                      |
| 2014 | Austin              | Pivit                                                            | n. a.                                              | MindWare                       |
| 2014 | Austin              | Robot Face Race                                                  | Ivan Moscovich                                     | Educational Insights           |
| 2014 | Austin              | Staxis                                                           | Paul Wickens                                       | MindWare                       |
| 2014 | Austin              | Tapple                                                           | n. a.                                              | USAopoly                       |
| 2015 | San Diego           | Battle Sheep                                                     | Francesco Rotta                                    | Blue Orange Games              |
| 2015 | San Diego           | Castellan                                                        | Beau Beckett                                       | Steve Jackson Games            |
| 2015 | San Diego           | Dimension                                                        | Lauge Luchau                                       | Thames & Kosmos                |
| 2015 | San Diego           | Just Desserts                                                    | Andrew Looney                                      | Looney Labs                    |
| 2015 | San Diego           | Leaps and Ledges                                                 | n. a.                                              | MindWare                       |
| 2015 | San Diego           | ModX                                                             | n. a.                                              | Cryptozoic Entertainment       |
| 2015 | San Diego           | Niya                                                             | Bruno Cathala                                      | Blue Orange Games              |
| 2015 | San Diego           | Pathwayz                                                         | Louis Lafair                                       | Go! Games                      |
| 2015 | San Diego           | Prime Climb                                                      | Katherine Cook, Dan Finkel                         | Math For Love                  |
| 2015 | San Diego           | Roll For It!                                                     | Chris Leder                                        | Calliope Games                 |
| 2015 | San Diego           | Rush Hour Shift                                                  | Alex Siedband                                      | ThinkFun                       |
| 2015 | San Diego           | Skōsh                                                            | n. a.                                              | GoldBrick Games                |
| 2015 | San Diego           | Stones of Fate                                                   | Luke Laurie                                        | Cosmic Wombat Games            |
| 2015 | San Diego           | The Game of 49                                                   | Mark Corsey                                        | Breaking Games                 |
| 2015 | San Diego           | Yardmaster                                                       | Steven Aramini                                     | Crash Games                    |
| 2016 | Wheeling            | Apotheca                                                         | Andrew Federspiel                                  | Knapsack Games                 |
| 2016 | Wheeling            | Attila                                                           | Bruno Faidutti                                     | Blue Orange Games              |
| 2016 | Wheeling            | Bring Your Own Book                                              | Matthew Moore                                      | Gamewright                     |
| 2016 | Wheeling            | Carnac                                                           | Emiliano Venturini                                 | HUCH!                          |
| 2016 | Wheeling            | Foodfighters                                                     | Josh Cappel, Helaina Cappel                        | Kids Table Board Gaming        |
| 2016 | Wheeling            | Fuse                                                             | Kane Klenko                                        | Renegade Game Studios          |
| 2016 | Wheeling            | Kodama: The Tree Spirits                                         | Daniel Solis                                       | Indie Boards and Cards         |
| 2016 | Wheeling            | Möbi                                                             | n. a.                                              | Mobi Games                     |
| 2016 | Wheeling            | Onitama                                                          | Shimpei Sato                                       | Arcane Wonders                 |
| 2016 | Wheeling            | Sheriff of Nottingham                                            | Sérgio Halaban, André Zatz                         | CMON Inc.                      |
| 2016 | Wheeling            | SiXeS                                                            | Steven Poelzing, Rick Soued                        | Eagle-Gryphon Games            |
| 2016 | Wheeling            | Spyfall                                                          | Alexandr Ushan                                     | Cryptozoic Entertainment       |
| 2016 | Wheeling            | tak-tak                                                          | Rich Zeglovitch                                    | Twizmo! Games                  |
| 2016 | Wheeling            | Terra                                                            | Friedemann Friese                                  | Bezier Games                   |
| 2016 | Wheeling            | Thieves!                                                         | Richard de Rijk                                    | Calliope Games                 |
| 2017 | Herndon             | 4 The Birds                                                      | Steve Ewoldt                                       | Breaking Games                 |
| 2017 | Herndon             | America                                                          | Ted Alspach, Friedemann Friese                     | Bézier Games                   |
| 2017 | Herndon             | Best Treehouse Ever                                              | Scott Almes                                        | Green Couch Games              |
| 2017 | Herndon             | Burst Out Laughing Gas                                           | Claudia Cleveland, Joyce Johnson                   | MindWare                       |
| 2017 | Herndon             | Don’t Mess With Cthulhu                                          | Yusuke Sato                                        | Indie Boards and Cards         |
| 2017 | Herndon             | Honeycombs                                                       | Dave Clarke                                        | Go Games Inc.                  |
| 2017 | Herndon             | Karmaka                                                          | Eddy Boxerman, Dave Burke                          | Hemisphere Games               |
| 2017 | Herndon             | Lotus                                                            | Jordan Goddard, Mandy Goddard                      | Renegade Game Studios          |
| 2017 | Herndon             | New York Slice                                                   | Jeffrey D. Allers                                  | Bézier Games                   |
| 2017 | Herndon             | OrganATTACK!                                                     | Nick Seluk                                         | The Awkward Yeti               |
| 2017 | Herndon             | Pyramid Arcade                                                   | Andrew Looney, John Cooper, Kristin Looney         | Looney Labs                    |
| 2017 | Herndon             | Skiwampus                                                        | Myles Christensen                                  | Gamewright                     |
| 2017 | Herndon             | Snippets                                                         | Shaun Salzberg                                     | The Master Theorem Games       |
| 2017 | Herndon             | This, That, and Everything                                       | K. Allegra Vernon                                  | Outset Media                   |
| 2017 | Herndon             | WordSpiel                                                        | Marsha J. Falco                                    | Set Enterprises, Inc.          |
| 2018 | Herndon             | Ancestree                                                        | Eric M. Lang                                       | Calliope Games                 |
| 2018 | Herndon             | Cahoots!                                                         | Ken Gruhl                                          | Gamewright                     |
| 2018 | Herndon             | Capital City                                                     | James Ernest                                       | Calliope Games                 |
| 2018 | Herndon             | Chickapig                                                        | Brian Calhoun                                      | Buffalo Games                  |
| 2018 | Herndon             | Clustered                                                        | Scotty Hardwick                                    | Sculpin Games                  |
| 2018 | Herndon             | Dicey Peaks                                                      | Scott Almes                                        | Calliope Games                 |
| 2018 | Herndon             | Einstein: His Amazing Life & Incomparable Science                | Dirk Knemeyer                                      | Artana                         |
| 2018 | Herndon             | Magic Maze                                                       | Kasper Lapp                                        | Dude Games                     |
| 2018 | Herndon             | Rewordable                                                       | Allison Parrish, Adam Simon, Tim Szetela           | Penguin Random House           |
| 2018 | Herndon             | Seikatsu                                                         | Matt Loomis, Isaac Shalev                          | IDW Games                      |
| 2018 | Herndon             | Sentient                                                         | J. Alex Kevern                                     | Renegade Game Studios          |
| 2018 | Herndon             | ShutterBug                                                       | Mike Elliott                                       | Calliope Games                 |
| 2018 | Herndon             | Splurt!                                                          | Gene Mackles                                       | PDG Games                      |
| 2018 | Herndon             | Stroop                                                           | Jonathan Chaffer                                   | Grand Gamers Guild             |
| 2018 | Herndon             | Unearth                                                          | Jason Harner, Matthew Ransom                       | Brotherwise Games, LLC         |
| 2019 | Herndon             | Astro Trash                                                      | n. a.                                              | USAopoly                       |
| 2019 | Herndon             | Blank Slate                                                      | Robert A. Kamp                                     | USAopoly                       |
| 2019 | Herndon             | Cat Crimes                                                       | n. a.                                              | ThinkFun                       |
| 2019 | Herndon             | Dragon Castle                                                    | Hjalmar Hach, Luca Ricci, Lorenzo Silva            | CMON Inc.                      |
| 2019 | Herndon             | Forbidden Sky                                                    | Matt Leacock                                       | Gamewright                     |
| 2019 | Herndon             | Intelle                                                          | David Abelson                                      | Fisher Heaton Games            |
| 2019 | Herndon             | Nite Lights                                                      | n. a.                                              | SimplyFun                      |
| 2019 | Herndon             | Railroad Ink: Blazing Red Edition                                | Hjalmar Hach, Lorenzo Silva                        | CMON Inc.                      |
| 2019 | Herndon             | Reef                                                             | Emerson Matsuuchi                                  | Plan B Games / Next Move Games |
| 2019 | Herndon             | Sushi Roll                                                       | Phil Walker-Harding                                | Gamewright                     |
| 2019 | Herndon             | Tiny Towns                                                       | Peter McPherson                                    | Alderac Entertainment Group    |
| 2019 | Herndon             | The Game of Wolf                                                 | Joe Barron                                         | Gray Matters Games             |
| 2020 | nicht stattgefunden | –                                                                | –                                                  | –                              |
| 2021 | Herndon             | Abandon All Artichokes                                           | Emma Larkins                                       | Gamewright                     |
| 2021 | Herndon             | Animal Kingdoms                                                  | Steven Aramini                                     | Galactic Raptor Games          |
| 2021 | Herndon             | Coal                                                             | n. a.                                              | TPDG Games                     |
| 2021 | Herndon             | Cross Clues                                                      | Grégory Grard                                      | Blue Orange Games              |
| 2021 | Herndon             | Crossed Words                                                    | n. a.                                              | Indie Boards & Cards           |
| 2021 | Herndon             | Dragomino                                                        | Bruno Cathala, Marie Fort, Wilfried Fort           | Blue Orange Games              |
| 2021 | Herndon             | Dragonrealm                                                      | Darren Kisgen                                      | Gamewright                     |
| 2021 | Herndon             | Grimm, A Card Game                                               |                                                    | Park and Parade                |
| 2021 | Herndon             | Ice Tumble                                                       | Reiner Knizia                                      | SimplyFun                      |
| 2021 | Herndon             | Irish Gauge                                                      | Amabel Holland                                     | Capstone Games                 |
| 2021 | Herndon             | Lanterns Dice                                                    | Chris Bryan                                        | Renegade Game Studios          |
| 2021 | Herndon             | Periodic: A Game of The Elements                                 |                                                    | Genius Games                   |
| 2021 | Herndon             | Quantik                                                          | Nouri Khalifa                                      | Gigamic                        |
| 2021 | Herndon             | Raft & Scupper                                                   | David Vander Laan                                  | Et Games                       |
| 2021 | Herndon             | Raids                                                            | Matthew Dunstan, Brett J. Gilbert                  | IELLO USA                      |
| 2021 | Herndon             | Recycle Rally                                                    |                                                    | Adventerra Games North America |
| 2021 | Herndon             | Ripple Rush                                                      | Ken Gruhl                                          | Stronghold Games               |
| 2021 | Herndon             | Second Chance                                                    | Uwe Rosenberg                                      | Stronghold Games               |
| 2021 | Herndon             | Starlink                                                         | Markus Slawitscheck, Arno Steinwender              | Blue Orange Games              |
| 2021 | Herndon             | Super Powered Smash Masters                                      | Adam Cogan                                         | Dark Unicorn Games             |
| 2021 | Herndon             | The Stars Align                                                  | Sean Fenemore, Matt Radcliffe                      | Breaking Games                 |
| 2021 | Herndon             | Trekking the National Parks Trivia                               | Charlie Bink                                       | Underdog Games                 |
| 2021 | Herndon             | Trinity                                                          | Ankur Gupta, Kayla Gupta                           | Polaris Games                  |
| 2021 | Herndon             | Tumblemaze                                                       |                                                    | Blue Orange Games              |
| 2021 | Herndon             | Wreck Raiders                                                    | Tim W. K. Brown, Josh Cappel                       | Kids Table Board Gaming        |
| 2022 | Herndon             | 5-Minute Mystery                                                 | Connor Reid                                        | Wiggle 3D                      |
| 2022 | Herndon             | Asymbol                                                          | N/A                                                | SimplyFun                      |
| 2022 | Herndon             | Block Ness                                                       | Laurent Escoffier                                  | Blue Orange Games              |
| 2022 | Herndon             | Bristol 1350                                                     | Travis Hancock                                     | Facade Games                   |
| 2022 | Herndon             | Enchanted Plumes                                                 | Brendan Hansen                                     | Calliope Games                 |
| 2022 | Herndon             | Gods Love Dinosaurs                                              | Kasper Lapp                                        | Pandasaurus Games              |
| 2022 | Herndon             | Happy City                                                       | Toshiki Sato, Airu Sato                            | Gamewright                     |
| 2022 | Herndon             | Kingdomino Origins                                               | Bruno Cathala                                      | Blue Orange Games              |
| 2022 | Herndon             | Kodama Forest                                                    | Jenny Iglesias, Kevin Riley                        | Indie Boards and Cards         |
| 2022 | Herndon             | Mountains out of Molehills                                       | Jim DiCamillo, Patrick Marino                      | The Op                         |
| 2022 | Herndon             | Museum Suspects                                                  | Phil Walker-Harding                                | Blue Orange Games              |
| 2022 | Herndon             | Ohanami                                                          | Steffen Benndorf                                   | Pandasaurus Games              |
| 2022 | Herndon             | SavannaScapes                                                    | N/A                                                | SimplyFun                      |
| 2022 | Herndon             | Super Mega Lucky Box                                             | Phil Walker-Harding                                | Gamewright                     |
| 2022 | Herndon             | Trekking the World                                               | Charlie Bink                                       | Underdog Games LLC             |
| 2023 | Herndon             | Blazon                                                           | David Conklin                                      | 25th Century Games             |
| 2023 | Herndon             | Cellulose: A Plant Cell Biology Game                             | John Coveyou, Steve Schlepphorst                   | Genius Games LLC               |
| 2023 | Herndon             | Décorum                                                          | Charlie Mackin, Harry Mackin, Drew Tenenbaum       | Floodgate Games                |
| 2023 | Herndon             | Ecosystem: Coral Reef                                            | Matt Simpson                                       | Genius Games LLC               |
| 2023 | Herndon             | HerStory                                                         | Nick Bentley, Emerson Matsuuchi, Danielle Reynolds | Underdog Games LLC             |
| 2023 | Herndon             | Kill Merlin!                                                     | Dave Schuman                                       | Schuman Family Games           |
| 2023 | Herndon             | League of the Lexicon                                            | –                                                  | Two Brothers Games             |
| 2023 | Herndon             | Outnumbered: Improbable Heroes                                   | Matthew Tidbury                                    | Genius Games LLC               |
| 2023 | Herndon             | Paint the Roses                                                  | Jacqui Davis, Naomi Stanton-Gullak                 | Northstar Game Studio          |
| 2023 | Herndon             | Phantom Ink (Ghost Writer)                                       | Mary Flanagan, Max Seidman                         | Resonym                        |
| 2023 | Herndon             | Power Plants                                                     | Adam E. Daulton                                    | Kids Table Board Gaming        |
| 2023 | Herndon             | Qawale                                                           | Romain Froger, Didier Lenain-Bragard               | Hachette Boardgames            |
| 2023 | Herndon             | The Finest Fish                                                  | Nathan Jenne, Jake Jenne                           | Last Night Games               |
| 2023 | Herndon             | Turing Machine                                                   | Fabien Gridel, Yoann Levet                         | Scorpion Masque                |
| 2023 | Herndon             | What was I thinking?                                             | Gene Mackles                                       | PDG Games                      |
| 2024 | Herndon             | Applejack                                                        | Uwe Rosenberg                                      | Indie Boards and Cards         |
| 2024 | Herndon             | AQUA: Biodiversity in the Oceans (Aqua: Bunte Unterwasserwelten) | Dan Halstad, Tristan Halstad                       | USAOPOLY                       |
| 2024 | Herndon             | Connected Clues                                                  | n. a.                                              | Connected Clues                |
| 2024 | Herndon             | Forever Home: A Game of Second Chances for Shelter Dogs          | Lottie Hazell, Jack Hazell                         | Birdwood Games                 |
| 2024 | Herndon             | Hollywood 1947                                                   | Travis Hancock                                     | Facade Games                   |
| 2024 | Herndon             | Horticulture                                                     | Nathan Jenne, Jake Jenne                           | Last Night Games               |
| 2024 | Herndon             | Leaf (Herbstlaub)                                                | Tim Eisner                                         | Weird City Games               |
| 2024 | Herndon             | Mishy Match                                                      | n. a.                                              | Niche Nation Games             |
| 2024 | Herndon             | Moon River                                                       | Bruno Cathala, Yohan Servais                       | Blue Orange Games              |
| 2024 | Herndon             | Overlap                                                          | n. a.                                              | Niche Nation Games             |
| 2024 | Herndon             | Philosophy                                                       | Galen Goodwick                                     | Quality Beast                  |
| 2024 | Herndon             | Prickly Path                                                     | Corné van Moorsel                                  | SimplyFun                      |
| 2024 | Herndon             | Smug Owls                                                        | Mike Belsole, Grace Kendall                        | Runaway Parade Games           |
| 2024 | Herndon             | Time Jumpers                                                     | Corné van Moorsel                                  | SimplyFun                      |